# Wiliame Katonivere
Ratu Wiliame Maivalili Katonivere (n. 20 aprilie 1964, Suva, Fiji) este un șef tradițional și politician fijian. A ocupat funcția de președintele Republicii Fiji între 2021 și 2024. Este șeful provinciei Macuata din 2013, succedându-i fratelui său mai mare, Aisea Katonivere. Anterior, a fost implicat în inițiative de conservare a Marii Bariere de Corali din Fiji.
Katonivere a fost președinte al Pine Group of Companies între 2020 și 2021, grup care include Fiji Pine Limited, Tropik Wood Industries Limited și Tropik Wood Products Limited. De asemenea, este membru în consiliile de administrație ale Fiji Airports, Fiji Sugar Corporation și Rewa Rice Ltd.

## Carieră militară
La vârsta de 19 ani, Katonivere s-a înrolat în Forțele Militare Regale ale Fiji în 1984 și a participat la două misiuni în Orientul Mijlociu sub egida Forței Interimare a Națiunilor Unite în Liban (UNIFIL). A avansat până la gradul de locotenent-colonel în Forțele Teritoriale și a servit ca comandant al celui de-al 7-lea Regiment de Infanterie al acestora.

## Carieră politică
Prim-ministrul Frank Bainimarama⁠(d) l-a nominalizat pe Katonivere pentru funcția de președinte al Republicii Fiji la 21 octombrie 2021. Acesta a acceptat nominalizarea, iar Parlamentul s-a reunit a doua zi pentru a vota asupra funcției prezidențiale. Katonivere a obținut 28 de voturi, învingând-o pe contracandidata sa, deputata SODELPA Teimumu Kepa. Înainte de a deveni președinte, Katonivere a demisionat din toate funcțiile de conducere din consiliile de administrație în care activa anterior.

### Președinție (2021–2024)
Katonivere a fost învestit ca al 6-lea președinte al statului Fiji la 12 noiembrie 2021, succedându-i lui Jioji Konrote. La 57 de ani, a devenit cea mai tânără persoană care a ocupat această funcție. Este al doilea președinte provenit din Diviziunea de Nord (după Ratu Penaia Ganilau⁠(d)). Katonivere a depus jurământul în fața președintelui Parlamentului, Epeli Nailatikau⁠(d), și a primit onorul din partea unei gărzi de onoare formate din 100 de militari.
La 22 noiembrie 2021, Katonivere a deschis noua sesiune a Parlamentului și a rostit discursul inaugural. El a îndemnat toți fijienii eligibili să se vaccineze împotriva COVID-19 și a avertizat asupra creșterilor bruște de prețuri în contextul redeschiderii granițelor la 1 decembrie 2021. De asemenea, susține activitatea guvernului în promovarea egalității.
La 23 octombrie 2024, Katonivere a refuzat să fie nominalizat pentru un al doilea mandat prezidențial. Mandatul său urma să se încheie la alegerea unui nou președinte, pe 31 octombrie.

## Viață personală
Katonivere s-a născut la 20 aprilie 1964 la Spitalul Memorial de Război Colonial din Suva, fiind cel mai mic dintre cei șapte copii ai lui Ratu Soso Katonivere și ai lui Samanunu Boteiviwa. A urmat cursurile Școlii Fijiene Draiba, apoi și-a finalizat studiile secundare la Colegiul Bua în 1981. Katonivere este originar din satul Naduri, Macuata, situat pe insula Vanua Levu. Este căsătorit cu Filomena Katonivere și are doi copii și trei nepoți.